# Utetes caudatus
Utetes caudatus är en stekelart som först beskrevs av Wesmael 1835.  Utetes caudatus ingår i släktet Utetes och familjen bracksteklar. Arten är reproducerande i Sverige. Inga underarter finns listade i Catalogue of Life.